# Emigdio Preciado Jr.
Emigdio Preciado Junior (19 agosto 1969) è un criminale statunitense.
Membro di una banda ed ex latitante inserito dall'FBI nella Top Ten Most Wanted Fugitives il 14 marzo 2007. Preciado è stato il 485° fuggitivo ad apparire nell'elenco.
Dopo nove anni di latitanza, Preciado fu catturato in Messico il 17 luglio 2009 ed è ora in attesa del processo al Men's Central Jail di Los Angeles.

## Carriera criminale
Preciso ha un passato documentato come membro di una banda di strada di South Side Whittier (California) operante fuori Los Angeles.
La sua carriera criminale ebbe un picco negli anni 1990: nel 1992 fu arresto per i reati di omicidio, rapina, furto e ricettazione di beni rubati. Era stato già arrestato in precedenza per crimini legati alla droga e uso improprio d'armi da fuoco. Al tempo della sparatoria con lo sceriffo Michael Schaap era in libertà vigilata per reati di droga.

### Aggressione a Michael Schaap
Il 5 settembre 2000, il vicesceriffo della Contea di Los Angeles Michael Schaap e il suo compagno David Timberlake, erano di pattuglia quando videro venire verso loro un furgone Chevrolet del 1979. Notando che i fari del mezzo non funzionavano, i due si misero al lavoro, fermando il veicolo per fare qualche domanda al conducente. La reazione fu inaspettata, e dal furgone furono sparati una serie di proiettili con armi automatiche verso i due uomini di legge. Timberlake non ci pensò due volte e scappò via, lasciando Schaap nel mezzo di un fuoco di ben cinque persone.
Dei numerosi proiettili sparati verso il vicesceriffo, uno gli entrò in testa attraverso la parte superiore del naso e poi l'occhio naso, ma fortuitamente sopravvisse anche grazie all'intervento tempestivo dei soccorsi. Rientrò al lavoro nel 2001 occupandosi di faccende amministrative, dopo una lunga terapia di riabilitazione per un ritorno all'uso corretto delle abilità cognitive. Schaap espresse il suo desiderio di avere un processo equo con Preciado nel caso fosse stato arrestato.
Quattro dei cinque uomini furono subito fermati e accusati dell'accaduto, si trattava dei latinoamericani: Carlos Albert Gutierrez, Jose Leonchio Guardado e Omar Jimenez. Il quinto uomo si era dato alla fuga e la sua identità rimaneva pressoché sconosciuta alle autorità. Qualche tempo dopo, si venne a scoprire che tale fuggitivo era Emigdio Preciado Junior, il quale sarebbe stato anche il principale assalitore e quindi sospettato principe del caso.

### Latitanza
Nel dicembre 2000, Preciado fu ripreso da alcune telecamere ad una festa nella località vacanziera di Tepuzhuacan, a Nayarit (Messico). In seguito a ciò, a Whittier furono pubblicati manifesti arrecanti la sua immagine e il suo stato di ricercato. Fu rivisto nel 2006 a Guadalajara, sempre in Messico. La mancanza di ricerche fruttuose utili alla sua cattura portarono alla nascita di seri dubbi circa la mano delle bande e dei familiari di Preciado nell'eludere e sviare le attività delle autorità. Al fine di farsi riconoscere il meno possibile, in Messico si fece rimuovere chirurgicamente i tuoi tatuaggi.
(Scott Garriola, agente speciale FBI)
Il 14 marzo 2007 fu elencato dalla FBI come 485° nome nella FBI Ten Most Wanted Fugitives. Apparve anche nel programma dedicato a criminali e fuggitivi America's Most Wanted per la categoria "Dirty Dozen". La storia della sua vita fu diverse volte ripercorsa dal programma. Fu offerta una ricompensa di 100.000$ a chi offrisse informazioni utili alla sua cattura, poi aumentata a 150.000$; in aggiunta la FBI offrì 100.000$ con un supplemento di 50.000$ del Los Angeles County Supervisor's Office. Il premio sarebbe stato versato a qualunque informatore aiutasse le autorità a catturare Preciado.

## Cattura ed estradizione
Preciado fu catturato nelle colline di Corral Piedras, un'area rurale nelle vicinanze di Yagos, a Nayarit (Messico), il 17 luglio 2009. Aveva vissuto lì nell'ultimo periodo di latitanza lavorando come pescatore sotto l'alias Regalo Castaneda-Castaneda.
Fu preso in custodia dalla polizia federale messicana e trasferito a Città del Messico da dove fu poi estradato il 12 gennaio 2010 a Los Angeles per fini processuali.
Dopo aver contestato formalmente i capi d'accusa verso di lui rivolti alla Corte Superiore di Whittier, tenne una prima udienza il 19 febbraio. Il 12 maggio la sede del tribunale fu spostata alla Corte Superiore di Norwalk. Attualmente, Preciado è detenuto alla Prigione Centrale Maschile di Los Angeles, per la cui liberazione su cauzione è stata stabilita una somma di 10ml $. Se condannato pare debba scontare una pena di più ergastoli.